# Le Flic de Beverly Hills (série de films)
Pour les articles homonymes, voir Beverly Hills (homonymie).
 Pour plus de détails, voir Fiche technique et Distribution
Le Flic de Beverly Hills (Beverly Hills Cop) est une série de films américains sortis entre 1984 et 2024, créée par Danilo Bach et Daniel Petrie Jr.. Le personnage principal, Axel Foley, est interprété par l'acteur américain Eddie Murphy.
Après trois films, le futur de la franchise a longtemps été indécis. En 2013, la chaine américaine CBS commande un épisode pilote avec Brandon T. Jackson dans le rôle du fils d'Axel Foley, Aaron. Eddie Murphy ne devait y apparaitre que brièvement, ce qui aura tué les chances du programme, finalement annulé par la chaine. Les Belges Adil El Arbi et Bilall Fallah sont annoncés à la réalisation en juin 2016,. Le film sera finalement réalisé par Mark Molloy (en), d'après un script de Will Beall (en), ancien officier du Los Angeles Police Department.

## Résumé des films

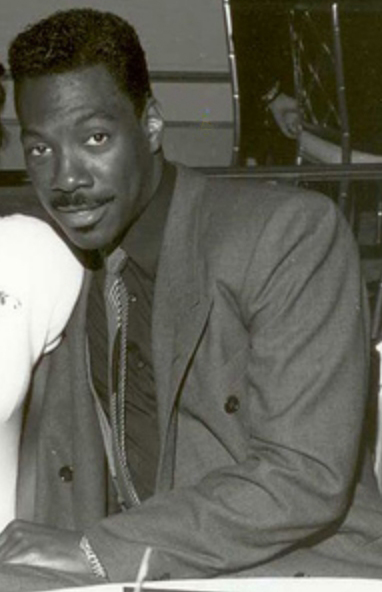
Eddie Murphy incarne le personnage principal Axel Foley dans la quadrilogie

### Le Flic de Beverly Hills(1984)
Axel Foley est un flic désinvolte et indiscipliné de la ville de Détroit. Mais son ami d'enfance Mike « Mickey » Tandino, travaillant à Beverly Hills comme agent de sécurité dans une galerie d'art et venu lui rendre visite, se fait assassiner par deux hommes. Bien décidé à retrouver les coupables, il « prend un congé » et part à Beverly Hills pour enquêter et découvre une affaire de devises (bon au porteur allemand) et de drogue. Ce qui lui donne l'occasion de revoir son amie d'enfance la jolie Jenny Summers qui travaille pour le même patron que feu "Mikey", un certain Victor Metland.

### Le Flic de Beverly Hills 2(1987)
Le policier Axel Foley retourne à Beverly Hills pour aider ses amis et collègues Rosewood et Taggart afin de mettre en échec une bande de criminels qui commettent des hold-up sanglants et qui ont tiré sur l'inspecteur Bogomil.

### Le Flic de Beverly Hills 3(1994)
Après une descente dans un garage automobile de Detroit qui a tourné au drame et au meurtre de l'inspecteur Todd, Axel Foley retourne à Beverly Hills où il a découvert que les meurtriers de son patron travaillent dans un parc d'attraction nommé WonderWorld.

### Le Flic de Beverly Hills: Axel F.(2024)
Après la mort d'un ami, Axel Foley retourne à Beverly Hills pour enquêter, avec l'aide de sa fille et de l'ex-petit ami de celle-ci, l'inspecteur Bobby Abbott

## Fiche technique
Le premier volet (1984) est réalisé par Martin Brest, qui signe l'un des films les plus importants de sa carrière. Pour le second volet (1987), la réalisation est confiée à Tony Scott, récemment couronné de succès avec Top Gun (produit par Don Simpson et Jerry Bruckheimer, producteurs du Flic de Beverly Hills). Pour le troisième volet, John Landis est choisi. Il est connu pour avoir tourné entre autres The Blues Brothers, Le Loup-garou de Londres, Un fauteuil pour deux (avec Eddie Murphy) et une adaptation de la pièce de théâtre française Oscar de Claude Magnier (L'embrouille est dans le sac) et pour avoir réalisé le clip  Thriller de Michael Jackson. Le quatrième film est mis en scène par l'Australien Mark Molloy (en).
Don Simpson (1943-1996) et Jerry Bruckheimer (1945) sont les deux producteurs des deux premiers films.
| Films                      | Le Flic de Beverly Hills (1984)              | Le Flic de Beverly Hills 2 (1987)            | Le Flic de Beverly Hills 3 (1994)            | Le Flic de Beverly Hills : Axel F. (2024) |
| -------------------------- | -------------------------------------------- | -------------------------------------------- | -------------------------------------------- | ----------------------------------------- |
| Titre original             | Beverly Hills Cop                            | Beverly Hills Cop II                         | Beverly Hills Cop III                        | Beverly Hills Cop: Axel Foley             |
| Réalisateurs               | Martin Brest                                 | Tony Scott                                   | John Landis                                  | Mark Molloy (en)                          |
| Scénaristes                | Daniel Petrie Jr.                            | Larry Ferguson                               | Steven E. de Souza                           | Will Beall (en)                           |
| Scénaristes                | Danilo Bach                                  | Warren Skaaren                               |                                              | Tom Gormican                              |
| Scénaristes                |                                              |                                              | Kevin Etten                                  |                                           |
| Musique                    | Harold Faltermeyer                           | Harold Faltermeyer                           | Nile Rodgers                                 | Lorne Balfe                               |
| Producteurs                | Don Simpson                                  | Don Simpson                                  | Mace Neufeld                                 | Eddie Murphy                              |
| Producteurs                | Jerry Bruckheimer                            | Jerry Bruckheimer                            | Robert Rehme                                 | Jerry Bruckheimer                         |
| Sociétés de production     | Paramount Pictures                           | Paramount Pictures                           | Paramount Pictures                           | Paramount Pictures                        |
| Sociétés de production     | Eddie Murphy Productions                     |                                              |                                              |                                           |
| Sociétés de production     |                                              |                                              | Jerry Bruckheimer Films                      |                                           |
| Sociétés de distribution   | Paramount Pictures                           | Paramount Pictures                           | Paramount Pictures                           | Netflix                                   |
| Dates de sortie États-Unis | 5 décembre 1984                              | 20 mai 1987                                  | 25 mai 1994                                  | 3 juillet 2024 (sur Netflix)              |
| Dates de sortie France     | 27 mars 1985                                 | 26 août 1987                                 | 17 août 1994                                 | 3 juillet 2024 (sur Netflix)              |
| Budget                     | 15 000 000 $                                 | 20 000 000 $                                 | 50 000 000 $                                 | 150 000 000 $                             |
| Durée                      | 105 minutes                                  | 99 minutes                                   | 100 minutes                                  | 115 minutes                               |
| Pays de production         | États-Unis                                   | États-Unis                                   | États-Unis                                   | États-Unis                                |
| Genres                     | action, comédie policière                    | action, comédie policière                    | action, comédie policière                    |                                           |
| Début du tournage          | 14 mai 1984                                  | 10 novembre 1986                             | 8 septembre 1993                             | 29 août 2022                              |
| Fin du tournage            | août 1984                                    | février 1987                                 | 25 janvier 1994                              | NC                                        |
| Lieux de tournage          | Los Angeles ( Californie), Michigan          | Los Angeles ( Californie), Michigan          | Los Angeles ( Californie), Michigan          | Los Angeles ( Californie), Michigan       |
| Classification France      | Tous publics                                 | Tous publics                                 | Tous publics                                 | NC                                        |
| Classification États-Unis  | Interdit aux moins de 17 ans non-accompagnés | Interdit aux moins de 17 ans non-accompagnés | Interdit aux moins de 17 ans non-accompagnés | NC                                        |

## Distribution
Avant que le choix ne se porte sur Eddie Murphy pour incarner Axel Foley, le rôle est proposé à deux stars : tout d'abord Mickey Rourke puis Sylvester Stallone. Ce dernier a préféré quitter le projet à la suite de divergences d'opinion car il voulait plus d'action pour ce film. Le rôle est alors réécrit et attribué à Eddie Murphy.
Âgé de 23 ans, Eddie Murphy était déjà connu notamment en tant que comique au Saturday Night Live, puis en tant qu'acteur dans la comédie policière 48 heures en 1982 et dans Un fauteuil pour deux.
| Personnages           | Le Flic de Beverly Hills (1984) | Le Flic de Beverly Hills 2 (1987) | Le Flic de Beverly Hills 3 (1994) | Le Flic de Beverly Hills : Axel F. (2024) |
| --------------------- | ------------------------------- | --------------------------------- | --------------------------------- | ----------------------------------------- |
| Axel Foley            | Eddie Murphy                    | Eddie Murphy                      | Eddie Murphy                      | Eddie Murphy                              |
| Billy Rosewood        | Judge Reinhold                  | Judge Reinhold                    | Judge Reinhold                    | Judge Reinhold                            |
| Douglas Todd          | Gilbert R. Hill                 | Gilbert R. Hill                   | Gilbert R. Hill                   |                                           |
| John Taggart          | John Ashton                     | John Ashton                       |                                   | John Ashton                               |
| Andrew Bogomil        | Ronny Cox                       | Ronny Cox                         |                                   |                                           |
| Jeffrey Friedman      | Paul Reiser                     | Paul Reiser                       |                                   | Paul Reiser                               |
| Jenny Summers         | Lisa Eilbacher                  |                                   |                                   |                                           |
| Victor Maitland       | Steven Berkoff                  |                                   |                                   |                                           |
| Mickey Tandino        | James Russo                     |                                   |                                   |                                           |
| Zack                  | Jonathan Banks                  |                                   |                                   |                                           |
| Chef Hubbard          | Stephen Elliott                 |                                   |                                   |                                           |
| Serge                 | Bronson Pinchot                 |                                   | Bronson Pinchot                   | Bronson Pinchot                           |
| Maxwell Dent          |                                 | Jürgen Prochnow                   |                                   |                                           |
| Karla Fry             |                                 | Brigitte Nielsen                  |                                   |                                           |
| Chef Harold Lutz      |                                 | Allen Garfield                    |                                   |                                           |
| Charles "Chip" Cain   |                                 | Dean Stockwell                    |                                   |                                           |
| Nikos Thomopoulos     |                                 | Paul Guilfoyle                    |                                   |                                           |
| Sidney Bernstein      |                                 | Gilbert Gottfried                 |                                   |                                           |
| le maire Ted Egan     |                                 | Robert Ridgely                    |                                   |                                           |
| Jon Flint             |                                 |                                   | Hector Elizondo                   |                                           |
| Ellis Dewald          |                                 |                                   | Timothy Carhart                   |                                           |
| Orrin Sanderson       |                                 |                                   | John Saxon                        |                                           |
| "Oncle" Dave Thornton |                                 |                                   | Alan Young                        |                                           |
| Steve Fulbright       |                                 |                                   | Stephen McHattie                  |                                           |
| Janice                |                                 |                                   | Theresa Randle                    |                                           |
| Levine                |                                 |                                   | Jon Tenney                        |                                           |
| Giolito               |                                 |                                   | Joey Travolta                     |                                           |
| Jane Saunders         |                                 |                                   |                                   | Taylour Paige                             |
| Bobby Abbott          |                                 |                                   |                                   | Joseph Gordon-Levitt                      |
| Capitaine Cade Grant  |                                 |                                   |                                   | Kevin Bacon                               |

## Accueil

### Critique
| Film                               | Rotten Tomatoes     | Metacritic            |
| ---------------------------------- | ------------------- | --------------------- |
| Le Flic de Beverly Hills           | 83% (53 critiques)  | 66/100 (10 critiques) |
| Le Flic de Beverly Hills 2         | 48% (40 critiques)  | 48/100 (11 critiques) |
| Le Flic de Beverly Hills 3         | 11% (57 critiques)  | 16/100 (15 critiques) |
| Le Flic de Beverly Hills : Axel F. | 66% (135 critiques) | 55/100 (43 critiques) |

### Box-office
Le premier volet rapporta à l'époque à sa sortie en salles aux États-Unis plus de 229 millions de dollars en fin d'exploitation pour un budget de 14 millions de dollars, devenant ainsi à l'époque l'un des 10 plus gros succès commerciaux de tous les temps aux États-Unis. En France, il réalisa un total de 2 917 246 entrées.
Le second volet, pour un budget estimé à 28 millions de dollars, en rapporta plus de 153 millions de dollars. En France, il réalisa un total de 2 418 183 entrées.
| Film                       | Année | Recettes au box-office | Recettes au box-office | Recettes au box-office | Nombre d'entrées  | Nombre d'entrées  | Budget       | Références |
| Film                       | Année | États-Unis Canada      | Reste du monde         | Mondial                | France            | Région parisienne | Budget       | Références |
| -------------------------- | ----- | ---------------------- | ---------------------- | ---------------------- | ----------------- | ----------------- | ------------ | ---------- |
| Le Flic de Beverly Hills   | 1984  | 234 760 478 $          | 81 600 000 $           | 316 360 478 $          | 2 917 246 entrées | 894 690 entrées   | 15 000 000 $ | ,          |
| Le Flic de Beverly Hills 2 | 1987  | 153 665 036 $          | 146 300 000 $          | 299 965 036 $          | 2 409 922 entrées | 636 491 entrées   | 20 000 000 $ | ,          |
| Le Flic de Beverly Hills 3 | 1994  | 42 614 912 $           | 76 594 077 $           | 119 208 989 $          | 2 006 637 entrées | 393 111 entrées   | 50 000 000 $ | ,          |

## Projet de série télévisée
En 2013, Barry Sonnenfeld réalisé un téléfilm intitulé Beverly Hills Cop qui est en fait le pilote d'un projet de série télévisée. Le personnage principal est Aaron Foley (interprété par Brandon T. Jackson), un officier de police en plein essor qui tente d'échapper à l'ombre de son père, Axel Foley. Eddie Murphy, Judge Reinhold et Bronson Pinchot y reprennent leurs rôles respectifs[réf. nécessaire]. La chaine américaine CBS décide toutefois de ne pas diffuser le pilote et d'annuler le projet de série. Il est diffusé illégalement sur Internet en décembre 2022.